# South Dandalup Dam
South Dandalup Dam är en dammbyggnad i Australien. Den ligger i kommunen Murray och delstaten Western Australia, omkring 79 kilometer söder om delstatshuvudstaden Perth. Den ligger vid sjön Lake Banksiadale.
Runt South Dandalup Dam är det mycket glesbefolkat, med 5 invånare per kvadratkilometer.. Närmaste större samhälle är Pinjarra, omkring 16 kilometer väster om South Dandalup Dam. 
I omgivningarna runt South Dandalup Dam växer i huvudsak städsegrön lövskog. Genomsnittlig årsnederbörd är 943 millimeter. Den regnigaste månaden är september, med i genomsnitt 174 mm nederbörd, och den torraste är februari, med 9 mm nederbörd.